# 哈利·特魯
哈利·亞歷山德拉·特魯（英語：：2001年2月15日—），美國女演員。她以飾演在尼克兒童頻道電視連續劇《拉拉隊長貝拉》中飾演Pepper以及在迪士尼動畫電視連續劇《蛙！小安的奇幻之旅》中為瑪希·吳配音而聞名。